# Romain Colomb
 (juin 2017).
Si vous disposez d'ouvrages ou d'articles de référence ou si vous connaissez des sites web de qualité traitant du thème abordé ici, merci de compléter l'article en donnant les références utiles à sa vérifiabilité et en les liant à la section « Notes et références ».
Romain Colomb (1784-1858) est un éditeur et écrivain français, surtout connu pour être l'exécuteur testamentaire de Stendhal, dont il était le cousin et un confident privilégié.

## Biographie
Romain Colomb fit ses études en même temps que Stendhal à l'École centrale de Grenoble. Il fut l'un des fondateurs du journal Les Communes.

## Œuvres
- Mon cousin Stendhal. Notice sur la vie et les ouvrages de Henri Beyle, 1845. Réédition Slatkine, 1997.
- Notice biographique sur M. Jay, 1836.
- Notice des Lettres familières écrites d'Italie en 1739 et 1740 de Charles de Brosses.